# Fonds de tiroir
Fonds de tiroir (titre original : The Salmon of Doubt) est un recueil posthume d'écrits de l'écrivain britannique Douglas Adams, publié en 2002 puis en France en 2004 (traduction de Michel Pagel).
Ce recueil contient :
- Des extraits d'interviews, des articles écrits par Douglas Adams sur différents thèmes
  - L'informatique et les nouvelles technologies
  - L'athéisme
  - Les animaux en voie de disparition
  - La littérature anglaise

- Des nouvelles, faisant allusion au Guide Galactique
  - La Vie privée de Gengis Khan
  - Le Jeune Zaphod ne prend pas de risque

- Le Saumon du doute, roman inachevé mettant en scène Dirk Gently, détective holistique, ainsi que Kate Schechter et Thor, déjà présents dans Beau comme un aéroport. D'après le directeur d'ouvrage Peter Guzzardi, Douglas Adams pensait ré-écrire ce roman en le plaçant plutôt à la suite de Globalement inoffensive, sans la présence de Dirk Gently.